# 瑞士网球联合会
瑞士网球联合会（德語：Swiss Tennis）是瑞士对网球运动的官方管理机构。瑞士网球联合会成立于1896年，目前总部设在比尔。